# Nikolay Konstantinov

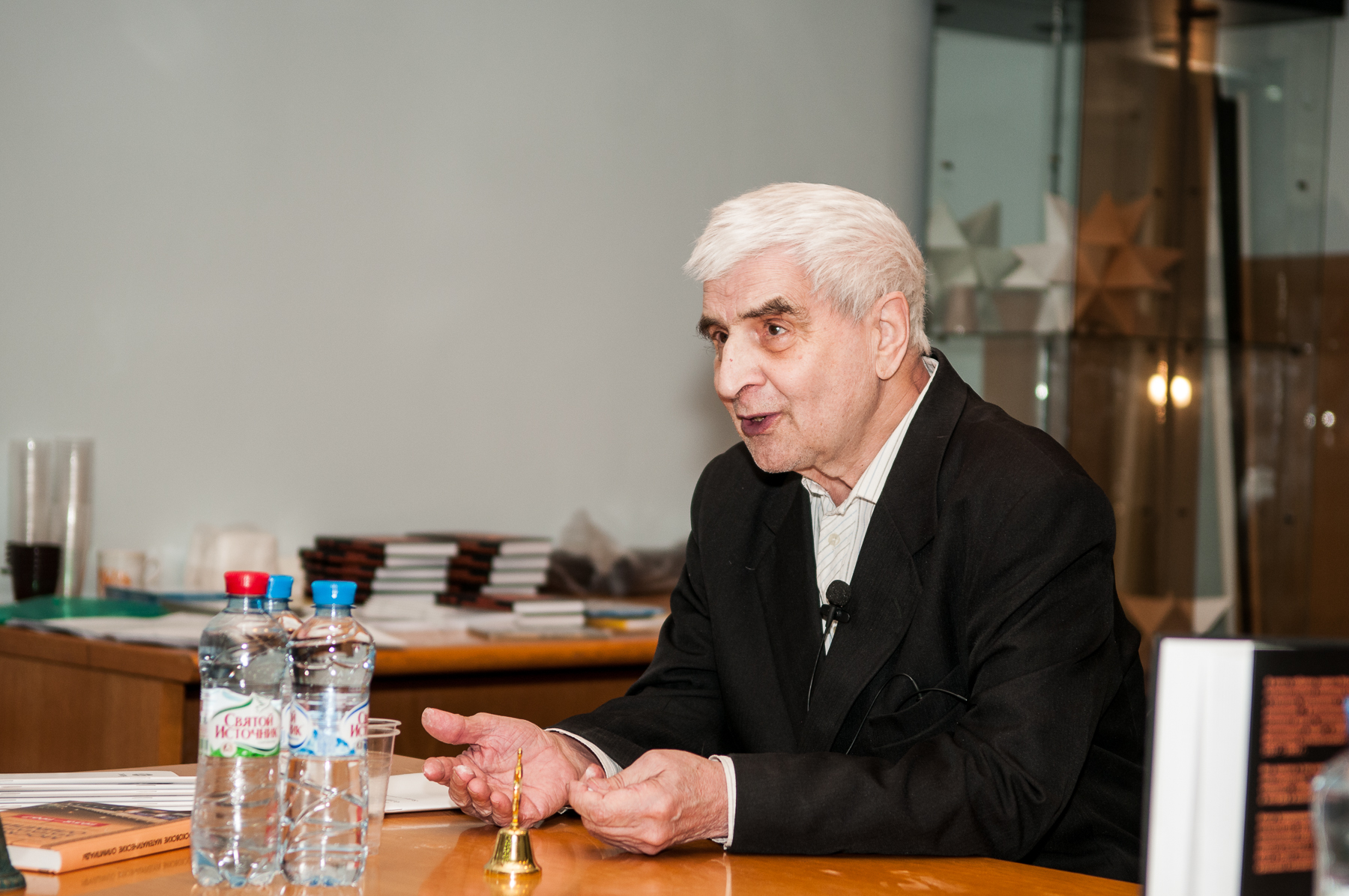
Nikolái Konstantinov

Nikolay Nikolayevich Konstantinov (en ruso: Николай Николаевич Константинов; 2 de enero de 1932 - 3 de julio de 2021) fue un destacado educador matemático soviético-ruso y organizador de numerosos concursos de matemáticas para estudiantes de secundaria . Es más conocido como el creador y principal organizador del Torneo de los Pueblos . Por su trabajo fue galardonado con el premio Paul Erdős en 1992.

## Biografía
Konstantinov nació y creció en Moscú, Unión Soviética . Se graduó del Departamento de Física de la Universidad Estatal de Moscú en 1954 y luego recibió un Ph.D. en física
En la década de 1950, comenzó un círculo de matemáticas en la Universidad de Moscú y desde la década de 1960 en varias escuelas secundarias de Moscú. Continuó trabajando con escuelas desarrollando clases especiales enfocadas en matemáticas y en un enfoque individual de aprendizaje. Sus alumnos ganaron concursos de matemáticas en todos los niveles y decenas de ellos se convirtieron en matemáticos de renombre.
En 1978, Konstantinov inició el torneo Lomonosov, una competencia científica de múltiples temas. Este torneo continúa todos los años desde entonces. En 1980, inició el Torneo internacional de los Pueblos que ahora se organiza en más de 150 pueblos en 25 países.
Hasta finales de los 80, Konstantinov continuó trabajando en la Escuela Secundaria 179 de Moscú y fue editor de la revista Kvant, una publicación científica popular rusa.
En 1990, Konstantinov fue uno de los fundadores de la Universidad Independiente de Moscú, una de las principales instituciones de educación superior en matemáticas en Rusia.
Konstantinov murió a causa del COVID-19 el 3 de julio de 2021, durante la pandemia de COVID-19 en Rusia . Tenía 89 años.

## Libros
- Gelfand, S.I.; Konstantinov, N.N.; Kirillov, A.A.; Gerver, M.L.; Kushnirenko, A.G. (1969). Sequences and combinatorial problems.(The Pocket Mathematical Library. Workbook 1). New York-London-Paris: Gordon and Breach Science Publishers. p. 85.
- Gelfand, Sergei Izrailevich; Gerver, M.L.; Kririllov, A.A.; Konstantinov, N.N.; Kushnirenko, A.G. (2002). Sequences, combinations, limits. Translated and adapted from the Russian by Leslie Cohn and Joan Teller. Reprint of the 1969 ed. Mineola, NY: Dover Publications. p. 142.
- Gelfand, S.I.; Gerver, M.L.; Kirillov, A.A.; Konstantinov, N.N.; Kushnirenko, A.G. (1965). Aufgaben zur Elementarmathematik. Folgen. Kombinarorik. Grenzwerte. (en russian). Moskau: Verlag 'Nauka'. Hauptredaktion für physikalisch-mathematische Literatur. p. 176.

## Publicaciones académicas
- Konstantinov, N.N.; Tabov, J.B.; Taylor, P.J. (1991). «Birth of the Tournament of Towns». Mathematics Competitions 4 (2): 28-41.
- Konstantinov, N.N.; Vasilev, N.B.; Tolpygo, A.K. (1991). «Twelve tournaments». Russian Informational Center of International Mathematical Tournament of Towns Moskow.